# Ibirapuã
Ibirapuã, offiziell Município de Ibirapuã, ist eine Gemeinde im Bundesstaat Bahia in Brasilien. Die Bevölkerung betrug im Jahre 2010 7956 Einwohner (Volkszählung 2010), die Ibirapuenser genannt werden; als Schätzung für 2019 werden 8637 Einwohner angegeben. Die Gemeindefläche beträgt rund 788 km². Ibirapuã gehörte von 1989 bis 2017 zur Mesoregion Sul Baiano und zur Mikroregion Porto Seguro. Die Entfernung zur Hauptstadt Salvador da Bahia beträgt 944 km.

## Wirtschaft
Die Stadt hatte 2008 ein BIP von 53'950,788 Tsd. R$ mit einem BIP/Einwohner von 6894,67 Real (ca. 3200 EUR). Der größte Wirtschaftszweig ist die Agrarwirtschaft mit der Rinderaufzucht (Nelore), Pferden und Mauleseln. Laut Aufzeichnungen der JUCEB verfügt die Stadt heute über 17 Wirtschaftszweige und befindet sich mit 117 Geschäften auf dem 218 Rang der entwickelten Gemeinden Bahias. Größter Arbeitgeber ist die lokale Molkerei P&L Davaca. Ibirapuã ist Sitz einer Zuckerrohrraffinerie zur Ethanolherstellung.

## Klima
Die durchschnittliche Jahrestemperatur beträgt 23 °C.

## Geographie
Die Stadt liegt an der Landstraße BA-290, benachbarte Städte sind Nanuque, Lajedão, Teixeira de Freitas und Medeiros Neto. Sie ist unterteilt in die Bezirke (distritos) Vila Portela, Vila Capixaba, Juazeiro und dem eigentlichen Stadtkern.

## Geschichte
Die ersten Siedlungen ereigneten sich in der zweiten Hälfte des 19. Jahrhunderts. Der Bau der Bahia-Minas-Eisenbahn hatte viele Einflüsse auf die umliegenden Gemeinden. Besonders die Abholzung brachte deutsche Siedler und Abenteurer aus dem nahe gelegenen Minas Gerais. Deutsche Siedler sind im Volksmund bis heute bekannt, da sie im Wesentlichen die Urbarmachung des Urwaldes unternahmen. Im Jahr 1945 erhielt das Dorf den Namen Bom Jesus und wurde später 1953 in Ibirapuã umbenannt (dessen Übersetzung der Tupi-Guarani, ist Hartholz). Die neue Gemeinde wurde durch ein Staatsgesetz vom 20. Juli 1962 aus den Teilbezirken der Gemeinden Juerana, Santo Antonio de Barcelona und der Stadt Caravelas gegründet.

## Bildung
Die Stadt verfügt heute über zahlreiche Bildungseinrichtungen mit 10 Grundschulen mit 1332 Schülern, 14 Vorschulen mit 289 Schülern und eine Mittelschule mit 355 Schülern. Allerdings mit dem technischen Fortschritt des Internets sind heute durch Fernbildungskurse auch höhere Bildungsgänge der Bevölkerung zugänglich.

## Gesundheitswesen
Ibirapuã verfügt seit 1975 über ein eigenes Krankenhaus mit dem bis heute ansässigen Allgemeinarzt Osmar Silva dos Santos. Das Krankenhaus beschäftigt heute vier Ärzte und ist mit Rettungswagen und einer Notaufnahme den Umständen entsprechend gut ausgerüstet.

## Stadtpräfektur
Bürgermeister der Stadt Ibirapuã:
| Präfekt                         | Mandatszeit                  |
| ------------------------------- | ---------------------------- |
| Francistônio Alves Pinto Júnior | 1997 bis 2000                |
| Calixto Antônio Ribeiro         | 2001 bis 2004, 2005 bis 2008 |
| Edvaldo Carvalho dos Santos     | 2008 bis 2012                |
| Rildo Ferreira de Andrade       | 2013 bis 2016                |
| Calixto Antônio Ribeiro         | 2017 bis 2020, 2021 bis 2024 |

## Tourismus
Die Stadt bezaubert durch ihre Schönheit und zahlreichen Wasserfällen und dem Rio Pato. Ibirapuã und ihr ländliches Umfeld veranstaltet seit Jahren ein Rodeo, wo die beliebtesten Cowboys des Rodeos gewählt werden. Abends finden zahlreiche Veranstaltungen statt mit landesweit bekannten Bands und die Wahl der Königin des Vaqueiros (Cowboys).